# Liste der Biografien/Malf
Liste der Biografien |
Portal Biografien |
Personensuche
# |
A |
B |
C |
D |
E |
F |
G |
H |
I |
J |
K |
L |
M |
N |
O |
P |
Q |
R |
S |
T |
U |
V |
W |
X |
Y |
Z |
?
 
Ma |
Mb |
Mc |
Md |
Me |
Mf |
Mg |
Mh |
Mi |
Mj |
Mk |
Ml |
Mm |
Mn |
Mo |
Mp |
Mq |
Mr |
Ms |
Mt |
Mu |
Mv |
Mw |
Mx |
My |
Mz
 
Maa |
Mab |
Mac |
Mad |
Mae |
Maf |
Mag |
Mah |
Mai |
Maj |
Mak |
Mal |
Mam |
Man |
Mao |
Map |
Maq |
Mar |
Mas |
Mat |
Mau |
Mav |
Maw |
Max |
May |
Maz
 
Mala |
Malb |
Malc |
Mald |
Male |
Malf |
Malg |
Malh |
Mali |
Malj |
Malk |
Mall |
Malm |
Maln |
Malo |
Malp |
Malq |
Malr |
Mals |
Malt |
Malu |
Malv |
Malw |
Maly |
Malz
Die Liste der Biografien führt alle Personen auf, die in der deutschsprachigen Wikipedia einen Artikel haben. Dieses ist eine Teilliste mit 23 Einträgen von Personen, deren Namen mit den Buchstaben „Malf“ beginnt.

## Malf

### Malfa
- Malfa, Aurelio (1942–2004), italienischer Schauspieler
- Malfa, Carlos Humberto (* 1948), argentinischer Geistlicher, emeritierter römisch-katholischer Bischof von Chascomús
- Malfait, Geert (1953–2021), belgischer Radrennfahrer
- Malfait, Georges (1878–1946), französischer Leichtathlet
- Malfait, Lieven (* 1952), belgischer Radrennfahrer
- Malfatti, Andrea (1832–1917), Trentiner Bildhauer
- Malfatti, Anita (1889–1964), brasilianische Malerin
- Malfatti, Franco Maria (1927–1991), italienischer Politiker (DC); Präsident der Europäischen Kommission
- Malfatti, Gianfrancesco (1731–1807), italienischer Mathematiker
- Malfatti, Hans (1864–1945), österreichischer Mediziner und Hochschullehrer
- Malfatti, Johann (1775–1859), italienisch-österreichischer Mediziner
- Malfatti, Marina (1933–2016), italienische Schauspielerin
- Malfatti, Nino (* 1940), österreichisch-deutscher Maler und Zeichner
- Malfatti, Radu (* 1943), österreichischer Posaunist und Komponist
- Malfatti, Therese (1792–1851), österreichische MusikerinTherese Malfatti (1792–1851)

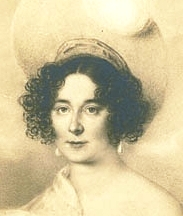
Therese Malfatti (1792–1851)

### Malfe
- Malfeld, Otto (1921–2013), deutscher Politiker (SPD), Wetzlarer Bürgermeister
- Malfèr, Benno (1946–2017), italienischer Benediktinermönch
- Malfèr, Sebastian von (* 1994), italienischer Theaterdarsteller, Drehbuchautor und Filmschauspieler
- Malferrari, Stefano, italienischer Pianist
- Malfeyt, Justin (1862–1924), belgischer General

### Malfi
- Malfilâtre, Jacques-Charles-Louis Clinchamp de (1733–1767), französischer Dichter
- Malfitano, Catherine (* 1948), US-amerikanische Opernsängerin (Sopran)

### Malfr
- Málfríður Erna Sigurðardóttir (* 1984), isländische Fußballspielerin